# Камалетдинов, Венер Хаернасович
Венер Хаернасович Камалетдинов (род. 20 августа 1947, Старокучербаево, Башкирская АССР) — российский политический деятель. Депутат Государственной Думы четвёртого созыва (2003—2007).

## Биография
Окончил Башкирский сельскохозяйственный институт по специальности «инженер-механик», Российскую академию управления по специальности «политолог», кандидат экономических наук.
С 1992 года — глава администрации Благоварского района, председатель районного Совета[когда?].
Избирался депутатом Палаты Представителей Государственного Собрания — Курултая Республики Башкортостан[когда?].
7 декабря 2003 года был избран в Государственную Думу РФ четвёртого созыва от Советского избирательного округа Nо 7 (Республика Башкортостан), был членом фракции «Единая Россия», заместителем председателя Комитета по Регламенту и организации работы Государственной Думы.